# Johann Jakob von Hauck
Johann Jakob von Hauck, né le 22 décembre 1861 à Miltenberg et mort le 23 janvier 1943 à Bamberg est un prélat catholique allemand qui fut archevêque de Bamberg de 1912 à sa mort.

## Biographie
Johann Jakob von Hauck est ordonné prêtre pour l'archidiocèse de Bamberg le 3 août 1884. De 1893 à 1898, il est professeur de religion à l'ancien lycée de Bamberg (de), puis il est nommé curé de la paroisse Sainte-Élisabeth de Nuremberg. Le pape saint Pie X le nomme archevêque de Bamberg en 1912 et il reçoit la consécration épiscopale le 18 juin 1912, des mains de Ferdinand von Schlör, évêque de Wurtzbourg. Il connaît les affres de la Première Guerre mondiale qui frappent son diocèse et l'écroulement de l'Empire allemand.
En 1920, il est nommé en plus administrateur apostolique du diocèse de Wurtzbourg. Après la mort de Ferdinand von Schlör en 1924, il demande à être déchargé de ce poste. Il redessine les limites de son diocèse, augmente les paroisses de cent quatre-vingt-dix-neuf à deux cent trente-neuf, les quasi-paroisses de quarante-deux à quarante-cinq, et organise vingt-trois nouveaux doyennés. Il consacre soixante-quinze lieux de culte, Plusieurs congrégations qu'il soutient sont actives dans son diocèse, comme les oblats à Kronach, les jésuites à Nuremberg ou les salésiens de Don Bosco à Bamberg. Il inaugure en 1928 un nouveau séminaire à Bamberg sur le Heinrichsdamm.
Une maison de retraite porte son nom à Bamberg, ainsi qu'une fondation à Nuremberg.
Durant son long épiscopat, il sacre évêques Adam Senger (de) (1913), Ludwig Sebastian (de) (1917), Matthias Ehrenfried (1924), Konrad von Preysing (1932), Joseph Otto Kolb (1935) et Johann Baptist Dietz (1936).